# ソユーズ33号
ソユーズ33号(Soyuz 33、ロシア語: Союз 33)は、1979年に行われ、サリュート6号を目指したソビエト連邦の有人宇宙飛行である。軌道上の施設を目指した9度目のミッションであるが、エンジンの不調によりミッションは中止され、乗組員は宇宙ステーションにドッキングせずに地球に帰還した。軌道操作中にソユーズのエンジンが故障した初の事例となった。
乗組員は、船長のニコライ・ルカビシュニコフとブルガリア人のギオルギー・イワノフであった。急な弾道軌道の大気圏再突入で苦しんだが、安全に帰還した。ミッションの当初の目的は、軌道上に滞在する乗組員を1週間程度訪れ、ステーションの乗組員が地球に帰還する時のために新しいソユーズを残してくることであった。軌道上のサリュート6号に連結されているソユーズは、ソユーズ33号と同じエンジンの欠陥を持っている可能性があるため、このミッションの失敗は、サリュート6号の乗組員が信頼性のある地球への帰還手段を持たないことを意味した。
後続の有人宇宙飛行は中止され、再設計されたエンジンを備える無人のソユーズがサリュート6号に向けて送られた。

## 乗組員
- 船長 - ニコライ・ルカビシュニコフ(3)
- 宇宙飛行士 - ギオルギー・イワノフ(1)

### バックアップ
- 船長 - ユーリ・ロマネンコ
- 宇宙飛行士 - アレクサンドル・アレクサンドロフ

## パラメータ
- 質量: 6,860 kg
- 近点: 198.6 km
- 遠点: 279.2 km
- 軌道傾斜角: 51.63°
- 軌道周期: 88.99分

## ミッションハイライト
打上げ地点の暴風によって2日間打上げが延期された後、ソユーズ33号は1979年4月10日に、インターコスモス計画の4人目の宇宙飛行士を乗せて打ち上げられた。ブルガリア人宇宙飛行士のギオルギー・イワノフは、船長のニコライ・ルカビシュニコフとともにサリュート6号に向かった。
ルカビシュニコフは、ソビエト連邦の宇宙船の船長を務める最初の民間人であり、イワノフは宇宙を訪れた最初のブルガリア人となった。
サリュート6号から9kmのところで、Igla自動ドッキングシステムが起動した。しかし、ソユーズが1000mまで近づくと、エンジンが故障し、計画された6秒に満たない3秒の時点で自動的に停止した。ルカビシュニコフは、機体が強い衝撃を受けないように、計器パネルを抑えていなければならなかった。地上の管制員と相談した後、ドッキングシステムは再起動されたが、エンジンは再び停止した。ステーションから見守っていたワレリー・リューミンは、ソユーズのエンジンの燃焼中、後方から異常な水平発光が見えたと報告した。管制員はミッションの中止を決断し、乗組員に地球への帰還の準備を始めるよう告げた。これは、軌道上でソユーズの推進システムが故障した初の事例となった。
この失敗は、メインエンジンの故障であると結論付けられた。燃焼室内の圧力センサが、通常の燃焼室圧力に達していないことを検出し、エンジンを停止させたと考えられた。この停止機構は、損傷を受けたエンジンへ推進剤を送ることを止め、エンジンの爆発を防ぐためのものだった。
乗組員は、再びエンジンを燃焼させるよう要求したが、拒絶され、眠るように言われた。次の日は、復旧の試みは行われなかった。しかしルカビシュニコフは眠れず、宇宙で立ち往生するアメリカ人宇宙飛行士を描いたマーティン・ケイディンの小説『宇宙からの脱出』のことを考えていた。
この状況がいかに深刻であったかをソビエト連邦が明らかにしたのは、1983年になってからだった。ソユーズはバックアップのエンジンを備えていたが、メインエンジンによって損傷している怖れがあった。バックアップのエンジンが利用できなかった場合、高度制御スラスタを用いてソユーズの速度を軌道速度以下に低下させることが考えられたが、十分な推進剤が残っているか分からず、例え成功したとしても着陸地点の予測ができなかった。その他の方法には、宇宙ステーションを移動させてソユーズに接近させることが考えられた。宇宙ステーションは、ソユーズ33号のスラスタでドッキングが可能な1,000mまで近づくことができたが、両機は毎秒28mの速度で離れて行くため、手動操縦の計算をする時間が必要だった。いずれにしても、（サリュート6号に既にドッキングしている、ソユーズ33号と同型のエンジンを持つソユーズ32号を含め）ソユーズのエンジンは信頼できるものではなく、最良の選択だとは考えられなかった。
最良の選択はバックアップエンジンの点火だと考えられたが、この選択はエンジンが点火したとしてもうまくいくことが保証されたわけではなかった。名目上の燃焼時間は188秒間で、燃焼が90秒間以上続けば、乗組員はこれを補償するために手動でエンジンを再起動することができる。しかしこれは、着陸が不正確になることを意味する。しかし、燃焼が90秒間以下であれば乗組員は軌道上で立ち往生する。燃焼が188秒間より長ければ、大気圏再突入中に乗組員に高すぎる負荷がかかることになる。
結局、バックアップのエンジンは、188秒間よりも25秒長い213秒間点火したため、ソユーズは異常に鋭い弾道軌道を描き、乗組員は10Gもの加速に耐えなければならなかった。ルカビシュニコフとイワノフは安全に帰還できた。これは、ソビエト連邦が報告する、ソユーズ1号以来、2回目の弾道軌道の大気圏再突入であった（ただし、ソユーズ18a号、ソユーズ24号もそうであったと言われている）。
調査は1ヵ月続き、故障した部分は過去8000回以上の試験で故障がなかった部分であったことが明らかとなった。また、ソユーズのエンジンは1967年以来約2000回も点火されているが、やはり1度も失敗がなかった。しかし、次の飛行のためにエンジンは回収され、新しいエンジンを積んだ空のソユーズであるソユーズ34号が軌道上のサリュートの乗組員の帰還用に送られた。